# Stoppa pedofilerna
Stoppa pedofilerna, eller Nätverket stoppa pedofilerna, är ett nätverk som hänger ut människor som har blivit dömda för sexualbrott mot barn. Nätverket hävdar att de försöker påverka samhället att fokusera på brottsoffren istället för på gärningspersonerna. Nätverket stoppa pedofilerna stöds och byggs upp av ett antal högerextrema grupperingar och nätverkets grundare, Mikael Skillt, som har en mångårig historia inom den högerextrema miljön. Enligt Expos och Dagens Nyheters granskning vill grupperna bakom nätverket skapa opinion för en hårdare lagstiftning mot personer som begår sexuella övergrepp på barn.
Den internationella ideella organisationen Ecpat, som arbetar brottsförebyggande och emot kommersiell exploatering av barn, tar avstånd får nätverket Stoppa pedofilerna. Organisationen anger två skäl: Uthängningar kan medföra att gärningsmän blir mindre benägna att söka hjälp samt att sannolikheten för återfall i brott ökar.

## Kontroverser
Nätverket uppmärksammades i flera riksmedier när de hängde ut en man som pedofil på sin hemsida och i en aktion som anordnades av nätverket i form av flygbladsutdelning i dennes bostadsområde, trots att mannen hade blivit frikänd i hovrätten från misstanke om sexövergrepp mot sin dotter. Göran Gräslund, generaldirektör på Datainspektionen sa i en intervju med Dagens Nyheter: "Att bli uthängd på en sådan här sajt berör inte bara den utpekade utan drabbar även familj och anhöriga". I Norrbottens-Kuriren uttalar sig nätverkets regionalordförande i Nedre Norrland, Katja Årre, att hon "inte [tycker] att de ska få vara ute bland allmänheten" och hon har ingen förståelse för att tredje part kan drabbas av uthängningarna: "De har valt att begå de här handlingarna. Då får man ta följderna av det". Hon ser uthängningarna som civil olydnad och kopplingarna till extremhögern vill hon inte kännas vid.
Nätverket är polisanmält av Datainspektionen för brott mot personuppgiftslagen.

## Grundare
Nätverket grundades av Mikael Skillt, som lång tid varit medlem i nazistiska organisationen Svenska Motståndsrörelsen. Enligt Anders Dalsbro från Expo är det från de organisationer som Skillt varit med i, det vill säga Svenska motståndsrörelsen, Nationaldemokraterna och förbundet Nationell Ungdom, som nätverket får offentligt stöd. Mikael Skillt är också den som drev sidan där nätverket hänger ut personer som är dömda för sexualbrott mot barn, fram till 2012 då en annan okänd man tog över, som numera driver och publicerar det som händer på nätverket. 